# Aborcja na Filipinach
Aborcja na Filipinach – filipińskie prawo zakazuje bezwzględnie przerywania ciąży, aczkolwiek aborcja dokonana w celu ratowania życia matki jest uważana za legalną w oparciu o zasadę stanu wyższej konieczności. 
Zakaz aborcji jest potwierdzony przez odpowiedni zapis w konstytucji kraju. 